# Mông Bì La Các
Khun Borom Rachathirath là tổ tiên theo thần thoại của các sắc tộc Thái, được người Lào và các dân tộc khác coi là tổ phụ của dân tộc mình. Trong sử sách Trung Quốc, Khun Borom được xác định là Bì La Các (giản thể: 皮罗阁; phồn thể: 皮羅閣; bính âm: Píluōgé; tiếng Nisu: , /pʰi33 lo̠21 ko̠21/), tức người đã hợp nhất Lục Chiếu thành Nam Chiếu và trị vì từ năm 728 đến 748. Ông nhận được hỗ trợ quân sự và sắc phong từ Đường Huyền Tông, đến năm 740 đã lập đô tại Thái Hòa gần Thành cổ Đại Lý hiện nay.

## Vua Nam Chiếu
Mông Bì La Các là đại chiếu (tức là vị vua) thứ năm của Mông Xá Chiếu, là vị đại quốc vương đầu tiên của Nam Chiếu, con trai của Thịnh La Bì. Năm 728, Thịnh La Bì bị bệnh mất, Bì La Các lên kế vị, đại bại Đông Nhị Hải Man, thiết lập Đông Châu. Đường Huyền Tông phong cho Bì La Các là Đài Đăng Quận Vương. Tháng 2 năm 729, nhà Đường đánh bại Thổ Phồn, công hạ Diêm Nguyên, trong Lục Chiếu thì Đằng Đạm Chiếu, Lãng Khung Chiếu, Thi Lãng Chiếu cùng Hà Man dựa vào Thổ Phồn, trong khi Việt Tích Chiếu, Mông Huề Chiếu và Mông Xá Chiếu (Nam Chiếu) thì quy phục nhà Đường.
Đương thời, thực lực của Nam Chiếu là tối cường, mong muốn thống trị Lục Chiếu. Nhà Đường khi đó đã hạ bớt được căng thẳng trên vùng biên ải với Thổ Phiên cũng như các đường biên khác, và đã giúp đỡ Nam Chiếu thống nhất các bộ lạc. Năm 737, nhà Đường phái ngự sử Nghiêm Chính Hối trợ giúp Nam Chiếu công hạ thành Thạch Hòa, thành Thạch Kiều, chiếm Thái Hòa, trục xuất Hà Man, về sau sáp nhập các Chiếu.
Năm Khai Nguyên thứ 26 (738), Bì La Các cầu Đường trợ giúp đánh bại La Quân Chiếu Điên Chi Thác, Lãng Khung Chiếu Chí La Quân, Thi Lãng Chiếu Bàng La Điên, Việt Tích Chiếu Vu Tặng, Mông Hề Chiếu Nguyên La, sách nhập ngũ chiếu. Nhà Đường phong cho Bì La Các làm Vân Nam Vương, ban danh là Mông Quy Nghĩa. Bì La Các lấy vùng tây Nhị Hà (tức Nhĩ Hải) làm cơ sở kiến lập nên Nam Chiếu Quốc. Năm sau, dời đô về thành Thái Hòa (tức thành cổ Đại Lý ngày nay). Năm 748, Bì La Các qua đời, nhà Dường sắc phong cho kì tử của công là Các La Phượng làm Vân Nam Vương

## Thần thoại
Theo thần thoại về Khun Borom, thường được người Lào kể cho nhau nghe, con người thời cổ độc ác và thô bạo. Mộ vị đại thánh hủy diệt họ bằng một trận lụt, chỉ để lại có ba tù trưởng xứng đáng, họ đã được bảo vệ ở trên thiên đường để trở thành những người sáng lập và chỉ dẫn cho một loài người mới. Vị thánh cử ba tù trưởng quay trở lại trần thế cùng một con trâu để giúp họ canh tác. Các tù trưởng và con trâu đến một vùng đất gọi là Muang Then (được cho là nằm ở Điện Biên Phủ tại Việt Nam ngày nay). Một lần khi đang chuẩn bị trồng lúa, con trâu chết và một cây bầu leo đã mọc lên từ lỗ mũi của nó. Từ các quả bầu leo, một loài người mới hiện ra gồm những thổ dân bản địa da tương đối đen xuất hiện từ các quả bầu được cắt bằng một các giùi nóng, và người Lào da sáng hơn hiện ra từ những quả bầu được cắt bằng một cái đục.
Các vị thần sau đó đã dạy người Thái cách xây nhà và trồng lúa gạo. Họ được hướng dẫn các nghi lễ và đạo đức, và phát triển thịnh vượng. Do dân số tăng, họ cần trợ giúp cai quản các mối quan hệ của mình và giải quyết các tranh chấp. Indra, tức thiên đế, đã cử con trai là Khun Borom đến làm người lãnh đạo người Thái. Khun Borom trị vì người Thái trong 25 năm, dạy họ cách sử dụng các công cụ mới và các nghệ thuật khác. Sau khoảng một phần tư thế kỷ này, Khun Borom chia vương quốc Thái cho bảy người con trai của ông, mỗi người được một phần của vương quốc đế cai trị. Người con trai cả, Khun Lo, được ban cho vương quốc Muang Sua- Luang Prabang ngày nay. Những người con trai khác được trao cho Xiengkhuang, Ayutthaya, Chiang Mai, Sipsong Pan Na (nay thuộc Vân Nam, Trung Quốc), Hamsavati (một nhà nước của người Môn tại Myanmar ngày nay), và một khu vực chưa rõ và có vẻ như nằm ở Bắc-Trung bộ Việt Nam ngày nay, có thể là Nghệ An.

## Học thuật
Một số người tin rằng câu chuyện của Khun Borom mô tả việc các sắc tộc Thái đã di cư từ Trung Quốc xuống Đông Nam Á (thần thoại đề cập đến thiên đường, mà từ đó các tù trưởng Thái nổi lên sau lũ lụt). Hệ thống phân chia và mở rộng một vương quốc để cấp cho các con trai của người cai trị trùng khớp về tổng thể với hành động thực thi kế thừa ở các nhóm làng người Thái, gọi là mueang (mường).
Triều đại Maharasa Khun Bourom- Đại vương của Nam Chiếu (Ai Lao). Khun Bourom có chín người con, và 7 trong số đó trở thành vua của các vương quốc khác nhau trong khu vực được gọi là "Lamthong":
1. "Khun Lor" cai quản Moung Sawa (Sua), (Luang Phrabang, Lào)
2. "Khun Palanh" cai quản Sipsong Panna, (Vân Nam, Trung Quốc)
3. "Khun Chusong" cai quản TungKea, (Huaphanh và một phần Bắc Bộ Việt Nam hiện nay)
4. "Khun Saiphong" cai quản Lanna, (Chiang Mai, Thái Lan)
5. "Khun Ngua In" cai quản Ayuthaya, (Thái Lan)
6. "Khun Lok-Khom" cai quản Moung Hongsa (Inthaputh), (Shan, Myanmar)
7. "Khun Chet-Cheang" cai quản Moung Phuan, (Xiengkhuang, Lào).

Sau khi Khun Loor kiểm soát Muang Sawa (Sua), 19 vị vua đã lần lượt kế vị trị vì Muang Sawa (Sua). Người cuối cùng là Khun Vaang. Sau khi ông qua đời, một người con của ông tên là "Lang", đã bước lên ngai vàng và lấy tên là "Vua Langthirath". Sau khi Langthirath qua đời, con trai ông (Thao Khamphong) lên ngôi và được gọi là "Vua Souvanna Khamphong." Sau khi Vua Souvanna Khamphong chết, con trai ông là "Chao Fifah" hay "Khamhiao" đã lên ngôi.
Chao Fifah (Khamhiao) có sáu người con và một trong số họ là "Chao Fa-Ngum". King FaNgum là người dã lập nên vương quốc Lan Xang vào thế kỷ 13.
Cả vua Mengrai của Chiang Mai và U-Thong của Ayutthaya đều được cho là hậu duệ của những người con trai của Khum Borom.
Học giả David K. Wyatt tin rằng thần thoại Khun Borom có thể cung cấp cái nhìn sâu sắc về lịch sử ban đầu của người Thái ở Đông Nam Á. Các phiên bản của thần thoại Khun Borom xuất hiện sớm nhất là vào năm 698 ở Xiengkhuang (Xiêng Khoảng), và các vương quốc nói tiếng Thái có thể được thành lập chính thức vào các năm sau đó. Điều này có thể chỉ ra sự mở rộng khu vực cư trú ban đầu của các sắc tộc Thái, và cung cấp một lời giải thích mang tính thần thoại cho việc tại sao các sắc tộc Thái hiện đại lại phân bổ một cách rộng rãi. Các phân tích ngôn ngữ học chỉ ra rằng sự phân chia của những người nói tiếng Thái cổ thành các nhóm ngôn ngữ đã phát triển thành tiếng Thái, tiếng Lào và các thứ tiếng khác như hiện nay đã xuất hiện từ khoảng giữa thế kỷ 7 và thế kỷ 11. Sự phân chia này bắt nguồn từ các đường giới hạn địa lý rất tương đồng với sự phân chia theo thần thoại Khun Borom.